# NGC 5957
NGC 5957 ist eine 12,1 mag helle Balken-Spiralgalaxie vom Hubble-Typ SBb mit aktivem Galaxienkern im Sternbild Schlange nördlich der Ekliptik. Sie ist schätzungsweise 84 Millionen Lichtjahre von der Milchstraße entfernt und hat einen Durchmesser von etwa 70.000 Lichtjahren. Gemeinsam mit drei weiteren Galaxien gilt sie als Mitglied der NGC 5970-Gruppe (LGG 401).
Im selben Himmelsareal befinden sich u. a. die Galaxien NGC 5956, NGC 5970, IC 1131.
Das Objekt wurde am 29. April 1865 vom deutsch-dänischen Astronomen Heinrich Louis d’Arrest entdeckt.
Am 26. März 2025 wurde in NGC 5957 die Supernova SN 2025fvw entdeckt.